# Iglesia de Santa María (Alcanadre)
La iglesia de Santa María de la Asunción está situada en la localidad de Alcanadre, Comunidad Autónoma de la Rioja (España)

## Introducción histórica
En el año 1067, el rey Sancho, dona a los monjes de Irache el Soto, llamado vulgarmente Salto Rojo, junto a Aradón, cerca del río Ebro, que en otras escrituras se cita como Salto de Gorría, y que hoy los alcanadreses llaman Sotofresno, para que hiciesen allí apriscos con destino a ganado, y el resto del terreno para que lo laborasen y sembrasen libremente, y asimismo el agua en completa libertad y uso.
A consecuencia de la donación que hizo a la Orden del Temple D. Rodrigo de Azagra el 5 de julio de 1155, confirmada por el rey D. Sancho III de Castilla el 18 de septiembre del mismo año, de la Villa de Alcanadre, da comienzo la actuación de una Orden Militar que influirá en España por espacio de unos ciento ochenta años, es decir, casi dos siglos. 
D. Rodrigo de Azagra había recibido la donación de Alcanadre en 1147, premiando el Rey Alfonso VIII) su valeroso comportamiento en la conquista de Baeza. Posteriormente, en 1152, el mismo rey dona Aradón y Alcanadre a unas monjas de la Orden de San Benito. Quiere esto decir que entre 1152 y 1135 pasó de nuevo Alcanadre a depender de la Casa de Azagra. 

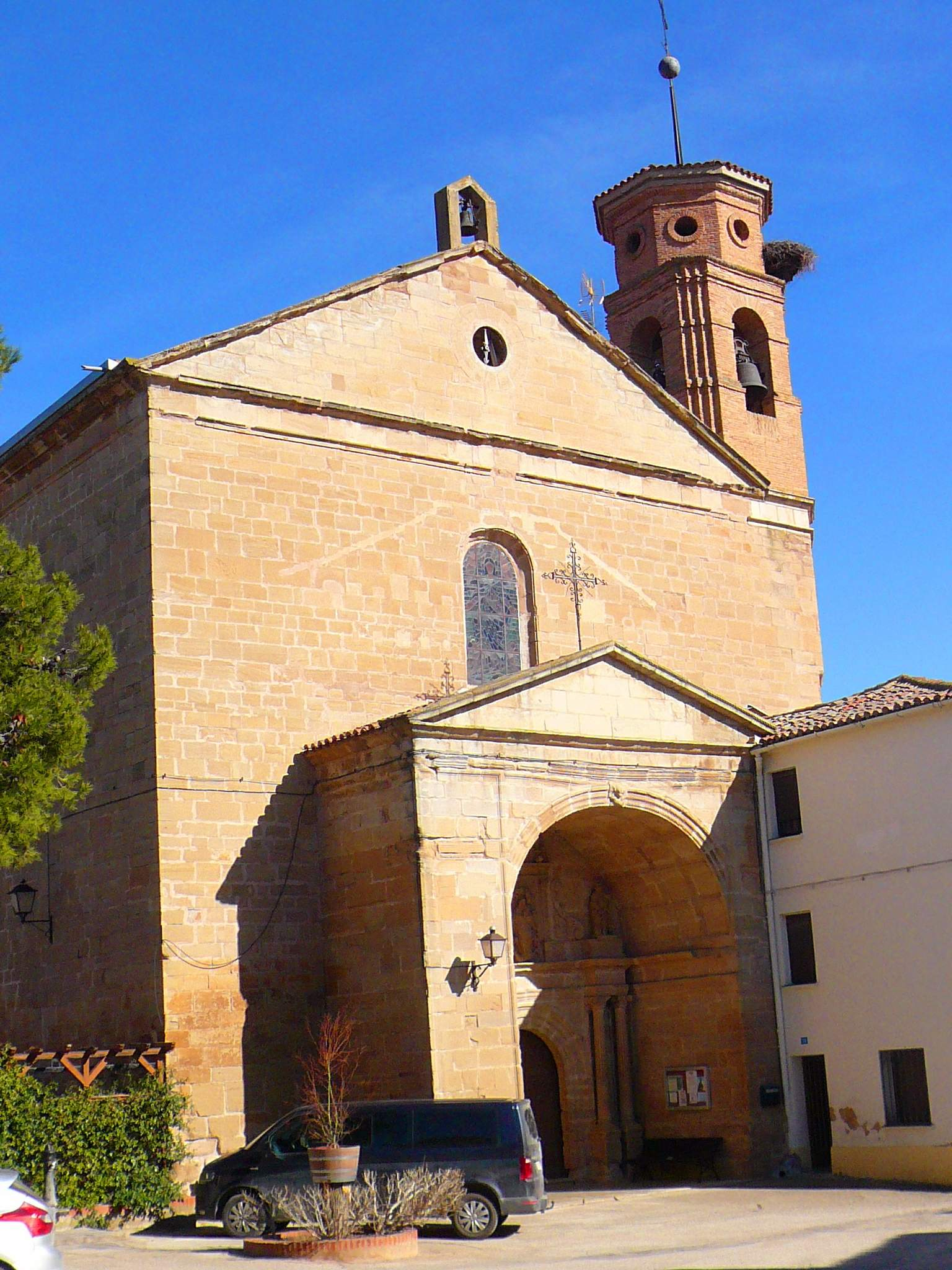
Portada principal

El hecho es que al producirse el asentamiento de los caballeros Templarios, la historia de Alcanadre estuvo enormemente influida por una Orden religioso-militar de gran importancia en el proceso de la Reconquista, es por ello que en esta época se dotara al pueblo de Alcanadre de una gran iglesia. 
Anteriormente ya existía una iglesia de estilo gótico en el pueblo, de hecho aún quedan vestigios de ésta. No obstante, es a partir de 1550 cuando comenzaron en realidad los trabajos para alumbrar un nuevo templo de mayor capacidad, manteniendo en unos primeros momentos la cabecera y crucero de la iglesia antigua. 
Esta actividad constructiva la capitalizaría desde el principio el cantero Pedro de Urruzuno, en función de su contrastada experiencia, en estrecha sintonía con Esteba de Ureta y Pedro de Ricarte.
Sin embargo, con motivo del fallecimiento de aquel, ocurrido en 1575, la nave de la iglesia quedó sin cerrar durante algunos años más hasta que finalmente, ya en 1590, Diego Jiménez el Viejo, más conocido por su oficio de escultor, tomaba a su cargo la conclusión de la iglesia al mismo tiempo que concertaba la fábrica de su retablo mayor. 
Habría que esperar luego bastantes años para que la iglesia cobrara el aspecto que tiene en la actualidad.
Desde 1700 a 1718 Francisco Ruiz Narvaja reconstruía enteramente el primer tramo y crucero, a la vez que edificaba también la sacristía y sala capitular siguiendo para ello trazas de José Raón. 

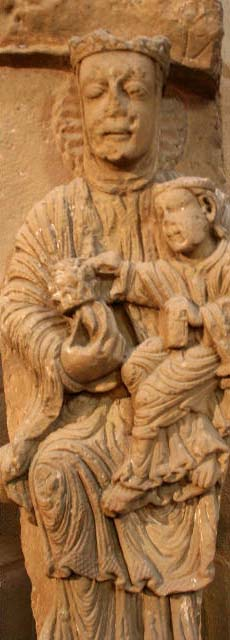
Aradón

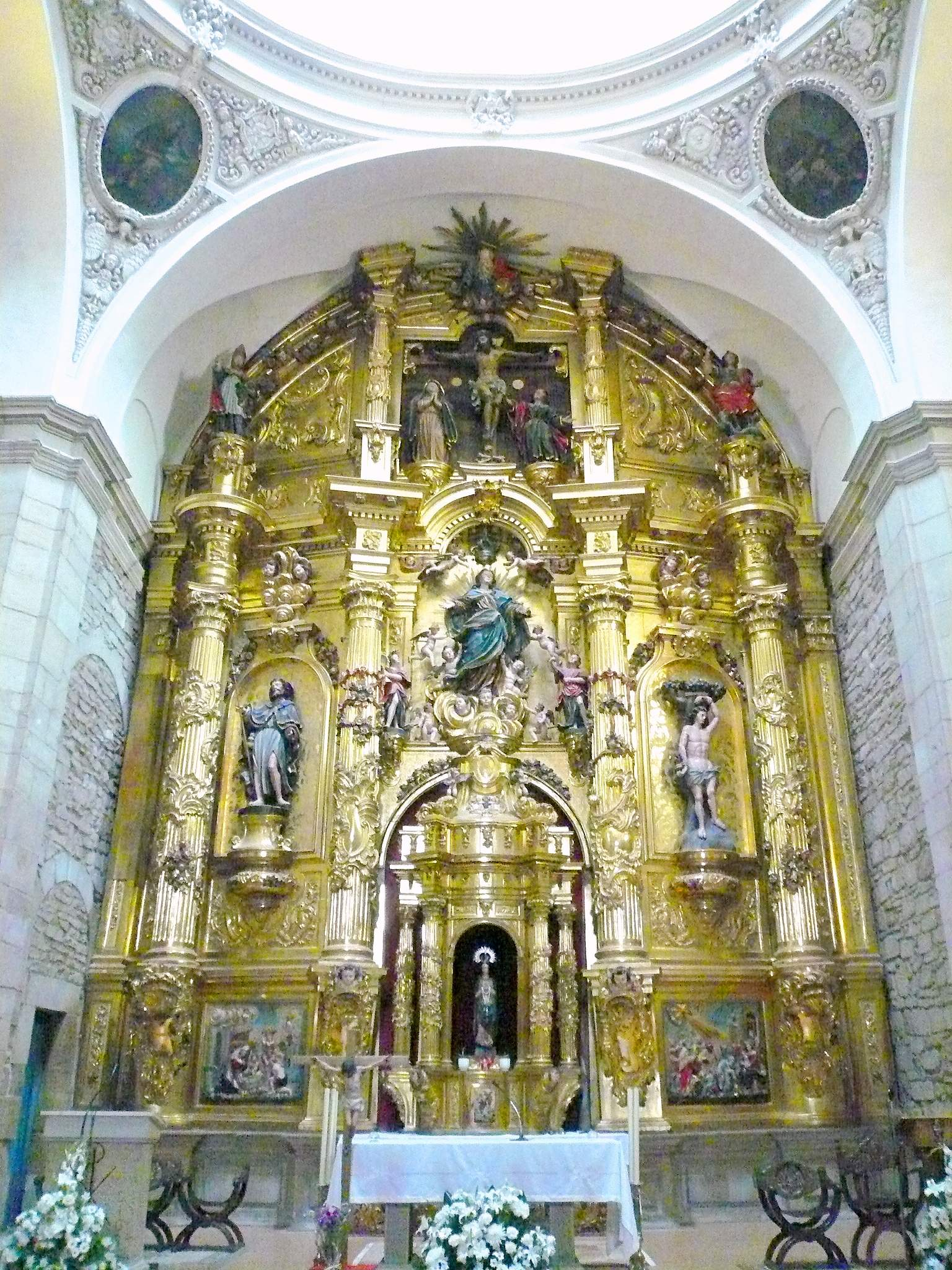
Retablo mayor

Actualmente, tiene incoado expediente como Bien de Interés Cultural en la categoría de Monumento desde el 27 de octubre de 1982. Es el templo de estilo barroco más antiguo de La Rioja.

## Obras de arte en su interior

### Relieve de la Virgen Sedente
En el exterior de la ermita de Santa María de Aradón figuró, hasta 1972, este relieve de la Virgen del más puro sabor románico, y que fue arrancado y trasladado a la parroquia de Alcanadre para su mejor conservación. En arenisca, es resto de un tímpano de la Epifanía de finales del siglo XII, que se hallaba colocado sobre la puerta de ingreso a la ermita. Mide 1,20 metros, y no cabe duda de que corresponde a la estancia de los caballeros Templarios en Aradón, que lo aprovecharon de la antigua iglesia románica, cuyos cimientos parecen perceptibles todavía al lado norte de la actual ermita, sobre un barranco.

### Altar mayor
El altar mayor de la iglesia de Alcanadre está dedicado a Santa María de la Asunción. Este altar barroco es de una inestimable belleza y en él se encuentran algunas imágenes de Santos como San Roque, el cual también cuenta con un altar menor en la propia iglesia. En el centro del altar se encuentra la imagen de Santa María de la Asunción, la cual aparece alabada y sostenida por un total de cinco querubines.